# La Neuvième Heure
La Neuvième Heure (titre original en anglais : The Ninth Hour) est un roman de l'écrivaine américaine Alice McDermott paru originellement le 19 septembre 2017 aux éditions Farrar, Straus and Giroux et en français le 23 août 2018 aux éditions de la Table Ronde. Le roman traduit en français reçoit le 8 novembre 2018 le prix Femina étranger.

## Éditions
- Trad. Cécile Arnaud, coll. « Quai Voltaire », éditions de La Table Ronde[4], 2018  (ISBN 9782710385646).